# Pentatomomorpha
Pentatomomorpha čine infrared insekata u redu pravih buba Hemiptera. Ovaj infrared objedinjuje životinje kao što su smrdljive bube (Pentatomidae), ravne bube (Aradidae), semenke (Lygaeidae i Rhyparochromidae) itd. One su u bliskom srodstvu sa Cimicomorpha.

## Sistematika
Pet superfamilija se obično smešta u Pentatomomorpha. Aradoidea predstavlja najosnovniju postojeću lozu, dok su druge, često ujedinjene kao klada Trichophora, modernije:
- Aradoidea Brullé, 1836
- Coreoidea Leach, 1815
- Lygaeoidea Schilling, 1829
- Pentatomoidea Leach, 1815
- Pyrrhocoroidea Amyot & Serville, 1843

## Spoljašnje veze
- Mediji vezani za članak Pentatomomorpha na Vikimedijinoj ostavi